# ブラッド・オン・ザ・ダンス・フロア/ヒストリー・イン・ザ・ミックス
『ブラッド・オン・ザ・ダンス・フロア：ヒストリー・イン・ザ・ミックス』（Blood On The Dance Floor: HIStory In The Mix）は、1997年5月14日に発売されたマイケル・ジャクソンのリミックス盤。
事前のプロモーションが殆どなかったにもかかわらず全世界で600万枚以上を売り上げ、史上最も売れたリミックス盤となった。

## 概要
前半が『デンジャラス』以降のセッションで作られた完全未発表曲5曲、後半が前作『ヒストリー パスト、プレズント・アンド・フューチャー ブック1』収録曲のリミックス版8曲（うち6曲は未発表）という特殊な構成をもつ。
何の告知も無く突如店頭に並ぶという斬新かつ挑戦的な販売手法が取られたほか、ジャクソン自身の意図もあり、表題曲を除いて新曲の歌詞は日本語版にも載せられていない。製作までの経緯などもあまり詳しく公開されていない上、さらにUS版には「over 76 minutes」と表示されているのにもかかわらず実際には75分57秒程度しかなかったりと、まさしく「謎のアルバム」である。
ホラー的な歌詞が目立つ新曲群では、社会への批判や皮肉、セックスや薬物への依存が歌われており、マイケルの作品の中でも最も暗い雰囲気の漂う作品となっている。
パッケージにはダンスフロアでポーズを決めているマイケルの写実画が採用されている。

## 解説
- 冒頭の表題曲はエルトン・ジョンに捧げたものであり、CDシングルにその旨がマイケルからの謝辞として掲載されている。エルトン・ジョンとはエイズの少年ライアン・ホワイトに関する話でかつて協力し合った仲である。
- 2曲目「モーフィン」（モルヒネ）では、マイケル本人の急死に関係があるのではないかといわれているデメロールへの依存が歌われている。
- 歌詞が異様に性的な3曲目「スーパーフライ・シスター」の“Sister”は、姉ラトーヤ・ジャクソンのことだといわれている。
- 4曲目「ゴースト」は、前年に同名を冠した40分程度の短編映画で先行公開されており、劇中では5曲目「イズ・イット・スケアリー」も披露されている。
- 妹のジャネット・ジャクソンとのデュエット曲である「Scream Louder (Flyte Tyme Remix)」では、スライ&ザ・ファミリー・ストーンの楽曲「Thank You (Falettinme Be Mice Elf Agin)」をサンプリングしている。ちなみに、ジャネットも1989年の楽曲「Rhythm Nation」で同曲をサンプリングしている。

## 収録曲
| #   | タイトル                                        | 作詞・作曲                                                                    |
| --- | ----------------------------------------------- | ----------------------------------------------------------------------------- |
| 1.  | 「Blood On The Dance Floor」                    | マイケル・ジャクソン テディ・ライリー                                         |
| 2.  | 「Morphine」                                    | マイケル・ジャクソン                                                          |
| 3.  | 「Superfly Sister」                             | マイケル・ジャクソン ブライアン・ローレン                                     |
| 4.  | 「Ghosts」                                      | マイケル・ジャクソン テディ・ライリー                                         |
| 5.  | 「Is It Scary」                                 | マイケル・ジャクソン ジェームス・ハリス三世 テリー・ルイス                    |
| 6.  | 「Scream Louder」(Flyte Tyme Remix)             | マイケル・ジャクソン ジャネット・ジャクソン ジェームズ・ハリス テリー・ルイス |
| 7.  | 「Money」(Fire Island Radio Edit)               | マイケル・ジャクソン                                                          |
| 8.  | 「2 Bad」(Refugee Camp Mix)                     | マイケル・ジャクソン ブルース・スウェーデン レネ・ムーア ダラス・オースティン |
| 9.  | 「Stranger In Moscow」(Tee's In-House Club Mix) | マイケル・ジャクソン                                                          |
| 10. | 「This Time Around」(D.M. Radio Mix)            | マイケル・ジャクソン ブルース・スウェーデン                                   |
| 11. | 「Earth Song」(Hani's Club Experience)          | マイケル・ジャクソン                                                          |
| 12. | 「You Are Not Alone」(Classic Club Mix)         | R・ケリー                                                                     |
| 13. | 「HIStory」(Tony Moran's HIStory Lesson)        | マイケル・ジャクソン テディ・ライリー                                         |

## チャート
| チャート (1997年)                      | 最高位 |
| -------------------------------------- | ------ |
| オーストラリア (ARIA)                  | 2      |
| オーストリア (Ö3 Austria)              | 2      |
| ベルギー (Ultratop Flanders)           | 1      |
| ベルギー (Ultratop Wallonia)           | 2      |
| カナダ (Billboard)                     | 16     |
| チェコ (IFPI)                          | 21     |
| デンマーク (ヒットリステン)            | 1      |
| オランダ (MegaCharts)                  | 1      |
| フィンランド (Suomen virallinen lista) | 3      |
| フランス (SNEP)                        | 1      |
| ドイツ (Offizielle Top 100)            | 2      |
| アイルランド (IRMA)                    | 2      |
| イタリア (FIMI)                        | 3      |
| ニュージーランド (RMNZ)                | 1      |
| ノルウェー (VG-lista)                  | 2      |
| スペイン (PROMUSICAE)                  | 1      |
| スウェーデン (Sverigetopplistan)       | 4      |
| スイス (Schweizer Hitparade)           | 2      |
| イギリス (OCC)                         | 1      |
| US Billboard 200                       | 24     |
| US Top R&B/Hip-Hop Albums (Billboard)  | 12     |

| チャート (1997年)                | 順位 |
| -------------------------------- | ---- |
| オーストラリア (ARIA)            | 65   |
| オーストリア (Ö3 Austria)        | 20   |
| ベルギー (Ultratop Flanders)     | 27   |
| ベルギー (Ultratop Wallonia)     | 20   |
| デンマーク (Hitlisten)           | 14   |
| オランダ (Album Top 100)         | 12   |
| ヨーロッパ (Music & Media)       | 13   |
| フランス (SNEP)                  | 22   |
| ドイツ (Offizielle Top 100)      | 19   |
| ニュージーランド (RMNZ)          | 38   |
| スウェーデン (Sverigetopplistan) | 83   |
| スイス (Schweizer Hitparade)     | 17   |
| イギリス (OCC)                   | 70   |